# Andrija Stipanović
Andrija Stipanović (Mostar, 18. prosinca 1986.) je hrvatski i bosanskohercegovački profesionalni košarkaš iz Doljana, općina Jablanica. Igra na poziciji centra, a trenutačno je član hrvatskog prvaka Cedevite.

## Karijera
Karijeru je započeo u trećeligašu Boscu, gdje je proveo jednu sezonu. Ukupno je odigrao 100 utakmica, a sljedeće sezone raskida ugovor i odlazi u Hermes Zagreb. U sezoni 2007./2008. potpisuje za KK Split, a već sljedeće sezone postaje kapetanom momčadi. U sezoni 2008./09. odigrao je 42 utakmice, a u prosjeku je za 20 odigranih minuta, zabijao 6.7 poena i hvatao četiri skoka. Na kraju sezone napustio je klub i otišao u belgijski Liege. Nakon dobrih nastupa u Belgiji se preselio u Italiju u tim Pepsi Caserta., od 2013. godine počinje nastupati za reprezentaciju Bosne i Hercegovine.,

## Hrvatska košarkaška reprezentacija
Bio je članom hrvatske reprezentacije koja je sudjelovala na europskom košarkaškom prvenstvu za igrače do 20 godina u turskom Izmiru. 

## Vanjske opoveznice
- Profil na NLB.com